# ナショナル・プロ・ファストピッチ
ナショナル・プロ・ファストピッチ（National Pro Fastpitch、略称：NPF）は、アメリカ合衆国における女子プロソフトボールリーグである。

## 歴史
1997年に女子プロソフトボールリーグ（WPSL）として創設され、2000年シーズンを最後に休止した後、メジャーリーグベースボール（MLB）との提携を結び、2004年よりNPFとして再開された。
発足当初は6球団が参入したが、世界金融危機やソフトボールの五輪除外が影響し、2010年は4球団まで減少した。2015年、ダラス・チャレンジが新規参入。
シーズンは6月から8月にかけて行われ、8月末に優勝チームを決めるチャンピオンシップシリーズが開催される。2012年のレギュラーシーズンの試合数は各チーム44試合（基本的に毎週木～日曜日の4連戦）。観客数は平均1500～2500人。
2020年と2021年はコロナ禍のためシーズン中止。
2021年8月1日、リーグ解散を発表。そのため2019年が事実上のラストシーズンになった。
2022年からは新リーグのウィメンズ・プロフェッショナル・ファストピッチ（WPF）が開始された。なおNPFからはUSSSAプライドのみが参加し、他は新規参入球団で構成。2023年6月に最初のシーズンが開幕した。

## チーム
| チーム                     | 都市                       | スタジアム                                                 |
| -------------------------- | -------------------------- | ---------------------------------------------------------- |
| アクロン・レーサーズ       | オハイオ州アクロン         | ファイアストーン・スタジアム                               |
| シカゴ・バンディッツ       | イリノイ州ローズモント     | ローズモント・スタジアム                                   |
| ダラス・チャレンジ         | テキサス州ダラス           |                                                            |
| ペンシルベニア・リベリオン | ペンシルベニア州ワシントン | コンソル・エナジー・パーク                                 |
| USSSAプライド              | フロリダ州キシミー         | オセオラ・カウンティ・スタジアム、チャンピオン・スタジアム |

## 歴代優勝チーム
- 2004：ニューヨーク/ニュージャージー・ジャガノート
- 2005：アクロン・レーサーズ
- 2006：ニューイングランド・リップタイド
- 2007：ワシントン・グローリー
- 2008：シカゴ・バンディッツ
- 2009：ロックフォード・サンダー
- 2010：USSSAプライド
- 2011：シカゴ・バンディッツ
- 2012：（雨のためチャンピオンシップシリーズが打ち切られ優勝チームなし）
- 2013：USSSAプライド
- 2014：USSSAプライド
- 2015：シカゴ・バンディッツ
- 2016：シカゴ・バンディッツ
- 2017：Scrap Yard Dawgs
- 2018：USSSAプライド
- 2019：USSSAプライド